# Rosenbach Museum
Pour les articles homonymes, voir Rosenbach (homonymie).

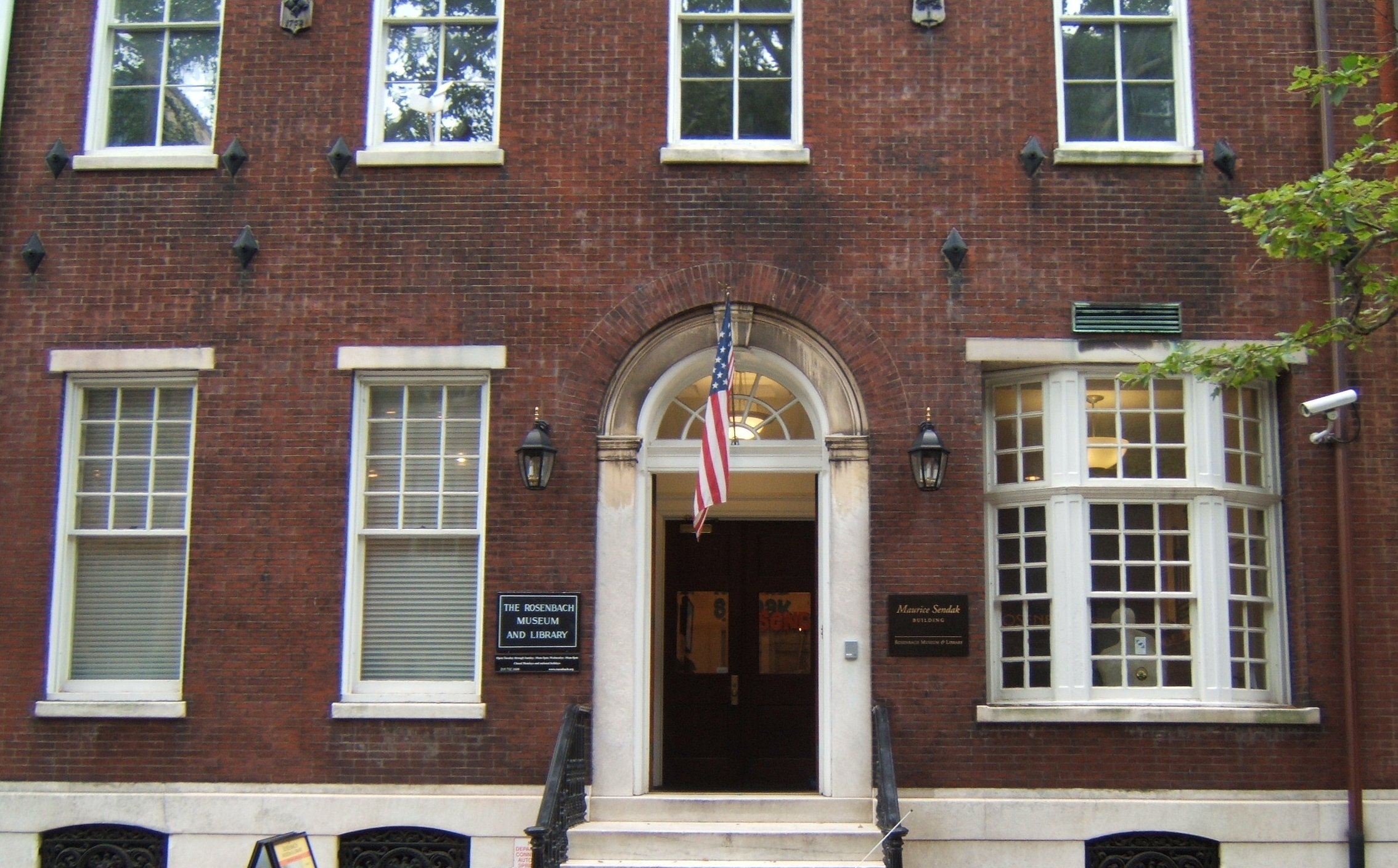
Rosenbach Museum

Le Rosenbach Museum & Library est situé à l'intérieur de deux maisons de ville du XIXe siècle au 2008 et 2010 Delancey Place à Philadelphie. Il abrite les collections de Philip Rosenbach et de son frère cadet Dr. A. S. W. Rosenbach. Ces derniers possédaient la Rosenbach Company qui devint l'une des plus importantes sociétés de livres rares et de manuscrits. Le Dr. Rosenbach participa à la création de bibliothèques dans tout le pays : la Widener Library à Harvard, l'Huntington Library et la Folger Shakespeare Library.